# NGC 2236
NGC 2236 је расејано звездано јато у сазвежђу Једнорог које се налази на NGC листи објеката дубоког неба.
Деклинација објекта је + 6° 49' 51" а ректасцензија 6h 29m 39,6s. Привидна величина (магнитуда) објекта NGC 2236 износи 8,5. NGC 2236 је још познат и под ознакама OCL 501.